# Oliver Duff
Oliver Duff (28 de mayo de 1883 - 2 de marzo de 1967) fue un escritor y editor neozelandés. En 1939, fue fundador y editor del New Zealand Listener, importante revista a nivel nacional de Nueva Zelanda.
A la edad de 18 años se ofreció como voluntario para la segunda guerra bóer y en su regreso, ganó una beca para estudiar para el presbiteriano ministerio en el Sínodo de Otago y Southland.
En 1938, JW Heenan, subsecretario de asuntos internos, lo nombró editor de las publicaciones del próximo centenario. Su contribución fue Nueva Zelanda Ahora.